# Toga
 Ovo je glavno značenje pojma Toga. Za druga značenja pogledajte Toga (razdvojba).
Toga je naziv za vrstu odjeće karakteristične za Antički Rim, gdje je predstavljala svojevrsni oblik narodne nošnje. Predstavljala je dugu haljinu, obično bijele boje i napravljenu od vune u polukružnom obliku (5,60 x 2,25 m). Nosila se tako da bi se rub prebacio preko lijevog ramena, tako da bi desna ruka bila slobodna.
U Rimu je postojalo nekoliko vrsta toga:
- toga virilis (također poznata kao toga alba i toga pura), jednostavna bijela toga koju su svi rimski državljani imali pravo nositi nakon stjecanja punoljetnosti; služila je kao formalna odjeća;
- toga candida ("svijetla toga") koja se nastojala pobijeliti kredom; nosili su je kandidati za javne funkcije; od nje i dolazi riječ "kandidat"
- toga praetexta - bijela toga s grimiznim rubom koju su nosili ili dječaci od 14. do 18. godine ili javni funkcionari;
- toga pulla ("tamna toga") koja se nosila za vrijeme žaljenja ili iz političkog prosvjeda (za što je najpoznatiji primjer Katon Mlađi)
- toga picta - posebno ukrašena toga namijenjena za vojskovođe prilikom trijumfa, konzule i najviše funkcionare u posebnim prigodama

Toge su od 2. stoljeća pr. Kr. počeli nositi isključivo muškarci, dok su žene počele nositi stolu. Rimljani su je s vremenom prestali nositi osim u formalnim prigodama; tada je postala simbol civilizacije i mira (rimska riječ za "civil" je bila togatus, odnosno nositelj toge nasuprot vojnicima koji su nosili praktičniji sagum).
Toge su u zapadnom svijetu ponovno postale popularne 1970-ih zahvaljujući holivudskom filmu Animal House koji je promovirao koncept tzv. "toga zabave" (toga party) na kojima su toge trebale simbolizirati hedonizam i dekadenciju karakterističnu za predkršćansko društvo. Toge koje se danas koriste, međutim, obično se izrađuju od improviziranih materijala kao što su plahte, a ne od vune kao što je bio slučaj kod drevnih Rimljana.

## Vanjske poveznice
- How to make a toga - a step by step guide (engl.)
- Lots of Toga Costume Ideas (engl.)
- How to make a toga (engl.)
- Make a Toga out of a Bedsheet (engl.)